# ریحانه کاوش
ریحانه کاوش کارگردان انیمیشن اهل ایران است.

## زندگی
ریحانه کاوش (زاده ۲۹ مرداد ۱۳۶۳ - اصفهان) دانش‌آموخته رشته کارگردانی انیمیشن از دانشکده صدا و سیما است. همچنین وی داری تجربه‌های ارزشمندی در زمینه هنر و ادبیات نیز می‌باشد.

## فعالیت هنری
ساخت مجموعه کتاب انیمیشن هزار و یک داستان به کارگردانی ریحانه کاوش و به تهیه‌کنندگی علی رئیس از سال ۱۳۸۸ شروع شد و تاکنون ۵۲ قسمت از آن ساخته شده‌است. وی هم‌اکنون در مؤسسه فرهنگی هنری صلح و سلام به فعالیت خود در زمینه کارگردانی فیلم و انیمیشن ادامه می‌دهد.

### هزار و یک داستان
«هزار و یک داستان» مجموعه انیمیشنی است که با هدف ترویج کتابخوانی و آشنایی با کتاب برای کودکان تولید می‌شود. هر قسمت از این مجموعه برگرفته از بهترین کتاب‌های معاصر ایرانی تهیه و تولید شده‌است. بکر بودن کاراکترها و فضاها در هر قسمت و استفاده هوشمندانه از هنر تصویرسازی، این مجموعه را متمایز و قابل توجه کرده‌است. به گفته منتقدان این سریال به مجموعه نفیس از تصویرگری معاصر ایران تبدیل شده‌است که به مرور در حال بزرگتر شدن است. تا کنون بیش از ۵۲ قسمت از این پروژه در تلویزیون ملی ایران ساخته شده‌است و تولید آن همچنان ادامه دارد.

پوستر انیمیشن دیو سیاه دم به سر از مجموعه انیمیشن هزار و یک داستان

پوستر انیمیشن ماه گفت: قلپ قلپ کمک! از مجموعه انیمیشن هزار و یک داستان

| نام                           | سمت      | تهیه‌کننده | نشر                 |
| ----------------------------- | -------- | --------- | ------------------- |
| دیو سیاه دم به سر             | کارگردان | علی رئیس  | امیرکبیر            |
| خرگوش دهمی                    | کارگردان | علی رئیس  | امیرکبیر            |
| اتوبوس قزمز                   | کارگردان | علی رئیس  | مدرسه               |
| روباه و غازهای وحشی           | کارگردان | علی رئیس  | شباویز              |
| من خرگوش هارو می‌شمرم          | کارگردان | علی رئیس  | امیرکبیر            |
| یک چیز سیاه                   | کارگردان | علی رئیس  | انتشارات فاطمی      |
| نمکی                          | کارگردان | علی رئیس  | انتشارات پیدایش     |
| شبح ترسو                      | کارگردان | علی رئیس  | انتشارات چکه        |
| قلپ قلپ، ماه گفت کمک!         | کارگردان | علی رئیس  | علمی و فرهنگی       |
| فهمیدم چکار کنم               | کارگردان | علی رئیس  | انتشارات فنی ایران  |
| قایق شماره ۵                  | کارگردان | علی رئیس  | انتشارات فنی ایران  |
| من هستم                       | کارگردان | علی رئیس  | انتشارات صلح و سلام |
| دو دوست                       | کارگردان | علی رئیس  | شباویز              |
| روزی که چشم‌های ربه ام رنگی شد | کارگردان | علی رئیس  | علمی و فرهنگی       |
| من هم نگاه نکرده بودم         | کارگردان | علی رئیس  | انتشارات فنی ایران  |

### دیگر آثار
| نام        | سمت      | تهیه‌کننده |
| ---------- | -------- | --------- |
| بامداد     | کارگردان | علی رئیس  |
| باران      | کارگردان | علی رئیس  |
| آفتاب      | کارگردان | علی رئیس  |
| گل‌های چوبی | کارگردان | علی رئیس  |
| کلاغ پر    | کارگردان | علی رئیس  |

## جوایز
•	برنده جایزه بهترین فیلم کودک از جشنواره فیلم فضایی Tsiolkovsky، کشور روسیه در سال 2022 میلادی.
•	برنده جایزه بهترین فیلم ایرانی از جشنواره بین المللی اُپن فیلم، کشور بنگلادش سال 2021 میلادی. 
•	برنده عنوان شایسته تقدیر از نوزدهمین جشنواره کتاب و رسانه ملی، کشور ایران در سال 1399 خورشیدی.
•	برنده جایزه بهترین تیتراژ از دومین جشنواره ملی پویانمایی، کشور ایران در سال 1399 خورشیدی.
•	برنده جایزه بهترین انیمیشن بین المللی از نوزدهمین جشنواره بین الملی فیلم کودک Florianópolis، کشور برزیل در سال 2020 میلادی.
•	برنده تندیس درخت معرفت از هجدهمین جشنواره کتاب و رسانه ملی، کشور ایران سال 1398 خورشیدی.
•	برنده جایزه بهترین تولید از نخستین جشنواره ملی پویا نمایی ، کشور ایران در سال 1398 خورشیدی.
•	برنده جایزه بهترین موسیقی از نخستین جشنواره ملی پویا نمایی ، کشور ایران در سال 1398 خورشیدی.
• 	برنده جایزه بهترین فیلم کودک از جشنواره جهانی فیلم انیمیشنی(WFAF)، کشور بلغارستان در سال 2019 میلادی.
•	برنده جایزه بهترین کارگردانی از شانزدهمین جشنواره کتاب و رسانه ملی، کشور ایران در سال 1396 خورشیدی.
•	برنده جایزه بهترین تهیه کنندگی از شانزدهمین جشنواره کتاب و رسانه ملی، کشور ایران در سال 1396 خورشیدی.
•	برنده جایزه بهترین کارگردانی از نوزدهمین جشنواره تولیدات رادیویی و تلوزیونی، کشور ایران در سال 1395 خورشیدی.
•	برنده گوی زرین بهترین تولیدات تلوزیونی از نهمین جشنواره بین المللی پویا نمایی تهران، کشور ایران در سال 1392 خورشیدی.
•	برنده پروانه زرین بهترین کارگردانی از بیست و پنجمین جشنواره بین‌المللی فیلم کودک و نوجوان ، کشور ایران در سال 1392 خورشیدی.
•	برنده پروانه زرین بهترین تهیه کنندگی از بیست و پنجمین جشنواره بین‌المللی فیلم کودک و نوجوان ، کشور ایران در سال 1390 خورشیدی.
ریحانه کاوش و علی رئیس در جشنواره بین المللی فیلم کودک و نوجوان برنده پروانه زرین بهترین کارگردانی و بهترین تهیه کنندگی

## افتخارات
- راه یافته به جشنواره فیلم فضایی Tsiolkovsky / روسیه 2022
- راه یافته به جشنواره دوازدهمین جشنواره بین المللی پویا نمایی تهران / ایران 2022[۱۲]
- راه یافته به جشنواره بین المللی Prix jeunesse / آلمان 2022
- راه یافته به جشنواره فیلم های مستند و انیمیشنی آمریکا (AMDOCS) / آمریکا 2022
- راه یافته به جشنواره فیلم BUFF Malmö / سوئد 2022[۱۳]
- راه یافته به جشنواره بین المللی کمیک و انیمیشن SUPERTOON / کرواسی 2022[۱۴]
- راه یافته به جشنواره بین المللی طبیعت و حیات وحش VAASA / فنلاند 2022[۱۵]
- راه یافته به جشنواره فیلم SEA / ایتالیا 2022
- راه یافته به جشنواره فیلم انیمیشنی AniMate / استرالیا 2022
- راه یافته به بیست و هشتمین جشنواره della Lessinia / ایتالیا 2022
- راه یافته به جشنواره حفاظت از طبیعت و محیط زیست / مجارستان 2022
- راه یافته به جشنواره بین المللی فیلم زیست محیطی To Save and Preserve / روسیه 2022
- راه یافته به جشنواره بین المللی Animafest Zagreb / کرواسی 2019,2021,2022[۱۶][۱۷][۱۸][۱۹]
- راه یافته به جشنواره بین المللی فیلم کودک و نوجوان Oulu / فنلاند 2021
- راه یافته به جشنواره بین المللی CINEKID بخش Screening Club/ هلند 2021
- راه یافته به جشنواره بین المللی فیلم انیمیشنی OTTAWA / کانادا 202
- راه یافته به جشنواره فیلم اینمیشنی Kwetu / تانزانیا 2021
- راه یافته به جشنواره فیلم کوتاه ALPINALE / اتریش 2021,2019[۲۰]
- راه یافته به جشنواره فیلم Trento / ایتالیا 2021
- راه یافته به جشنواره فیلم CAAMFEST / آمریکا 2021[۲۱]
- راه یافته به جشنواره بین المللی فیلم کودک و نوجوان کاکتوس / ایتالیا 2021
- راه یافته به جشنواره بین المللی فیلم انیمیشنی AnimaPhix / ایتالیا 2021
- راه یافته به جشنواره فیلم Short waves / لهستان 2021
- راه یافته به نهمین جشنواره بین المللی اُپن فیلم / بنگلادش 2021
- راه یافته به شاهنزدهمین جشنواره Athens Animafest / یونان 2021
- راه یافته به پنجمین جشنواره بین المللی کمیک و انیمیشن Chaniartoon / یونان 2021
- راه یافته به جشنواره ARGJIRO21 AniFest / آلبانی
- راه یافته به جشنواره بین‌المللی فیلم کودکان و نوجوانان Kinolub /  لهستان2020
- راه یافته به جشنواره جهانی فیلم‌های انیمیشنی (WFAF) / بلغارستان ۲۰۲۰[۲۲]
- راه یافته به نوزدهمین جشنواره فیلم کودک Florianópolis/ برزیل ۲۰۲۰[۲۳][۲۴][۲۵][۲۶]
- راه یافته پریکس ژوانس / آلمان 2020
- راه یافته جشنواره بین‌المللی فیلم Zlin / جمهوری چک2020
- نامزد دریافت جایزه بهترین سریال تلوزیونی برای کودکان پیش دبستانی از جشنواره بین‌المللی CARTOON ON THE BAY / ایتالیا 2019
- راه یافته جشنواره بین‌المللی فیلم کودکان و نوجوانان Kinolub / لهستان 2019
- راه یافته جشنواره بین‌المللی فیلم Zlin/جمهوری چک 2019,2020[۲۷][۲۸]
- راه یافته بیست و یکمین جشنواره بین‌المللی فیلم کوتاه کودکان Mo & Friese 2019/  آلمان 2019
- راه یافته یازدهمین جشنواره بین‌المللی دوسالانه انیمیشن /ایران۲۰۱۹
- راه یافته جشنواره بین الملی FluXus Animation Film Festival / هلند 2019
- راه یافته جشنواره بین‌المللی PLAY - International Kids Film Festival / پرتغال ۲۰۱۹
- راه یافته جشنواره بین‌المللی فیلم النهج / عراق 2019
- راه یافته جشنواره بین‌المللی فیلم انیمیشن عالم رحمت / ترکیه 2019
- راه یافته پریکس ژوانس/ آلمان 2018
- راه یافته جشنواره بین‌المللی فیلم انیمیشن هیروشیما / ژاپن 2018
- راه یافته جشنواره بین‌المللی فیلم اتاوا / کانادا 2018
- راه یافته جشنواره جهانی فیلم انیمیشن / بلغارستان 2018
- راه یافته جشنواره بین‌المللی فیلم کودک شارجه / امارات متحده عربی 2018
- راه یافته جشنواره بزرگ کارتون / روسیه 2018
- راه یافته جشنواره بین‌المللی انیمیشن نیویورک / آمریکا 2018
- راه یافته جشنواره بین‌المللی فیلم فجر / ایران 2018
- راه یافته جشنواره فیلن جیفونی / ایتالیا 2018
- راه یافته جشنواره بین‌المللی تبسم کودک و نوجوان / هندوستان 2018
- راه یافته جشنواره دنیای باهوش کودکان / آمریکا 2018
- راه یافته نخستین جشنواره ملی پویا نمایی ایران / ایران 2018
- راه یافته پریکس ژوانس / آلمان 2016
- راه یافته بیست و پنجمین جشنواره بین‌المللی فیلم کودک و نوجوان
- راه یافته دوازدهمین جشنواره ملی کتاب و رسانه ملی
- راه یافته جشنواره فیلم دانشجویی ۱۳۸۹
- راه یافته نهمین جشنواره دوسالانه انیمیشن تهران
- راه یافته به جشنواره بین‌المللی فیلم فجر ۱۳۹۷
- راه یافته به بخش نهایی جشنواره فیلم کودک براتیسلاوا/ اسلواکی ۲۰۱۴